# Kirkham (Lancashire)
Kirkham – miasto w Wielkiej Brytanii. w Anglii w hrabstwie Lancashire, w połowie drogi między Blackpool i Preston. Zbudowane na zboczu wzgórza Carr Hill. Populacja miasta wynosi 10 370 osób. W mieście znajduje się otwarty zakład karny, który powstał na terenie dawnego ośrodka treningowego RAF.

## Historia
Miasto wymieniane już w Domesday Book z roku 1086 pod nazwą Chicheham. W średniowieczu było ośrodkiem handlowym na mocy jednej z najstarszych gwarancji królewskich (charter) w Anglii. Do XVIII wieku miasto rolnicze, na znaczeniu zyskało po oddaniu w roku 1844 do użytku linii kolejowej.
W roku 1939 na terenach miejskich przyległych do drogi A583 wybudowano dziesięciobarakowy ośrodek szkoleniowy dla brytyjskich sił powietrznych. Do roku 1945 szkolenie w nim przeszło 72 tys. wojskowych zarówno Anglików, jak i krajów sprzymierzonych, w tym również z Polski. Podczas bitwy o Anglię ośrodek w Kirkham stał się główną bazą szkoleniową w strzelectwie. Szkolono tam na 86 rodzajach broni. Po wojnie ośrodek pełnił rolę centrum demobilizacyjnego. Zamknięty został w roku 1957.

## Zabytki
- kościół św. Jana Ewangelisty

## Miasta partnerskie
- Ancenis
- Bad Brückenau